# El polímata
The Polymath: Unlocking the Power of Human Versatility es un libro de no ficción del autor británico Waqas Ahmed, publicado por primera vez en 2018. Argumenta que la especialización en educación y lugares de trabajo sofoca la curiosidad humana y el potencial humano que, naturalmente, trasciende las áreas temáticas. Ahmed argumenta que en el mundo moderno se necesita con urgencia un nuevo enfoque, uno que reconozca y fomente la versatilidad. Escribe que esto ayudaría a las personas tanto a llevar una vida más plena como a desarrollar soluciones a problemas complejos y multidimensionales. El libro se basa en investigaciones históricas, psicológicas y neurocientíficas y describe a eruditos vivos e históricos de muchas culturas.

## Trasfondo
El autor Waqas Ahmed es un erudito interdisciplinario, artista y curador. Es profesor invitado en la Escuela de Negocios de la Universidad Abierta y miembro de la facultad en la Escuela Interdisciplinaria de Londres. También es Director Artístico de las Colecciones Khalili. Licenciado en Economía, Relaciones Internacionales y Neurociencia, anteriormente trabajó como periodista diplomático y editor (edición de informes de las Reuniones de Jefes de Gobierno de la Commonwealth), analista de inversiones y entrenador físico. Su interés inicial en la polimatía fue estimulado por la forma en que la universidad y su carrera lo presionaron para elegir entre sus múltiples intereses. Su carrera diplomática y el estudio de las relaciones internacionales implicó muchos viajes, incluso a culturas en las que la especialización no se consideraba un defecto. Esto lo llevó a estudiar el énfasis de la cultura occidental en la especialización y sus alternativas polimáticas. Se dio cuenta de que no había un tratamiento del tamaño de un libro sobre el tema de la polimatía en inglés.
Ahmed pasó cinco años escribiendo el libro, mientras realizaba una investigación de posgrado en neurociencia. Como investigación para el libro, entrevistó a figuras polimáticas notables de todo el mundo, incluidos Noam Chomsky, Story Musgrave, Douglas Hofstadter, Hamlet Isakhanli, Raymond Tallis y Nathan Myhrvold. El libro fue presentado en la Galería Nacional de Londres durante un evento que conmemoraba el 500 aniversario de la muerte de Leonardo da Vinci.[cita requerida]

## Resumen

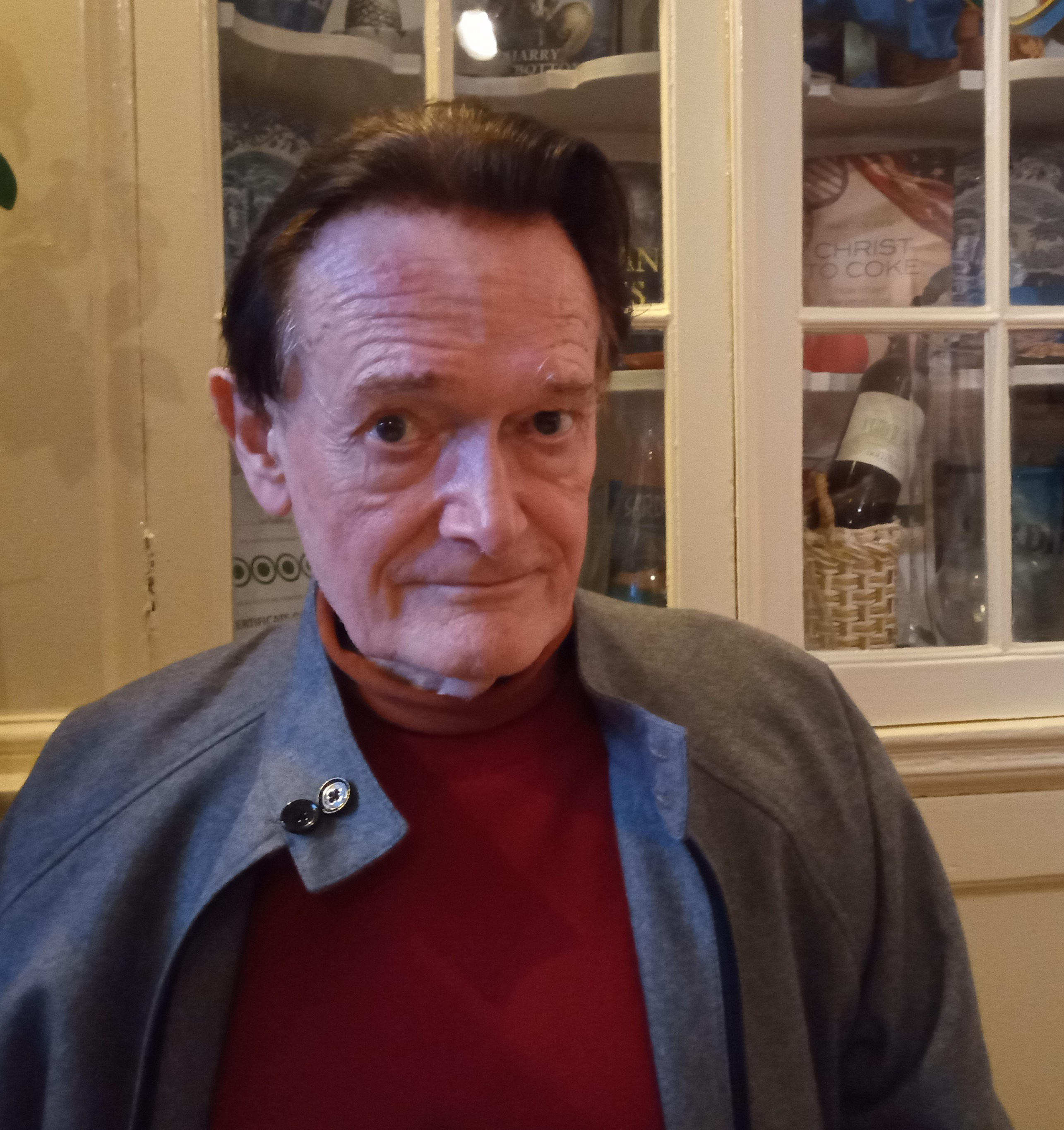
Martin Kemp, autor del prólogo del libro

El prólogo es del profesor de la Universidad de Oxford Martin Kemp, autor de muchos libros sobre el erudito renacentista Leonardo da Vinci. Ha sido citado como un destacado experto en el tema. El dibujo de Leonardo del Hombre de Vitruvio, que simboliza la unidad de la humanidad y el cosmos, es la imagen de portada del libro.
Ahmed toma como su definición de "polímata" a aquellos que han hecho contribuciones significativas en al menos tres campos diferentes. En lugar de ver a los polímatas como excepcionalmente dotados, argumenta que cada ser humano tiene el potencial de convertirse en uno: que las personas naturalmente tienen múltiples intereses y talentos. Contrasta esta naturaleza polimática con lo que él llama "el culto a la especialización". Por ejemplo, los sistemas educativos sofocan esta naturaleza al obligar a los alumnos a especializarse en temas limitados. El libro argumenta que la especialización alentada por las líneas de producción de la Revolución Industrial es contraproducente tanto para el individuo como para la sociedad en general. Sugiere que los problemas complejos del siglo XXI necesitan la versatilidad, la creatividad y las perspectivas amplias características de los polímatas.
Para los individuos, dice Ahmed, la especialización es deshumanizante y reprime toda su gama de expresión, mientras que la polimatía "es un medio poderoso para la emancipación social e intelectual" que permite una vida más plena. En términos de progreso social, argumenta que las respuestas a problemas específicos a menudo provienen de la combinación de conocimientos y habilidades de múltiples áreas, y que muchos problemas importantes son de naturaleza multidimensional y no pueden entenderse completamente a través de una especialidad. En lugar de interpretar la polimatía como una mezcla de ocupaciones o de intereses intelectuales, Ahmed insta a romper la dicotomía "pensador"/"hacedor" y la dicotomía arte/ciencia. Argumenta que una orientación hacia la acción y hacia el pensamiento se apoyan mutuamente, y que los seres humanos prosperan mediante la búsqueda de una diversidad de experiencias, así como una diversidad de conocimientos. Observa que las personas con éxito en muchos campos han citado otras actividades "periféricas" como fuentes de habilidades o conocimientos que los ayudaron a tener éxito.
Ahmed examina la evidencia que sugiere que el desarrollo de múltiples talentos y perspectivas es útil para el éxito en un campo altamente especializado. Cita un estudio de científicos ganadores del Premio Nobel que los encontró 25 veces más propensos a cantar, bailar o actuar que los científicos promedio. Otro estudio encontró que los niños obtuvieron puntajes más altos en las pruebas de coeficiente intelectual después de recibir lecciones de batería, y usa dicha investigación para argumentar que la diversidad de dominios puede mejorar la inteligencia general de una persona.
Ahmed cita muchas afirmaciones históricas sobre las ventajas de la polimatía. Algunos de estas son sobre habilidades intelectuales generales que los polímatas aplican en múltiples dominios. Por ejemplo, Aristóteles escribió que la comprensión total de un tema requiere, además del conocimiento del tema, una capacidad general de pensamiento crítico que pueda evaluar cómo se llega a ese conocimiento. Otra ventaja de una mentalidad polimática está en la aplicación de múltiples enfoques para comprender un solo problema. Ahmed cita la visión del biólogo Edward Osborne Wilson de que la realidad no es abordada por una sola disciplina académica sino a través de una conciliación entre ellas. Otro argumento para estudiar enfoques múltiples es que conduce a una mentalidad abierta. Dentro de cualquier perspectiva, una pregunta puede parecer tener una respuesta directa y establecida. Alguien consciente de respuestas diferentes y contrastantes tendrá una mente más abierta y será más consciente de las limitaciones de su propio conocimiento. La importancia de reconocer estas limitaciones es un tema que Ahmed encuentra en muchos pensadores, incluidos Confucio, ʿAlī ibn Abī Ṭālib y Nicolás de Cusa. A esto lo llama "la marca esencial del erudito". Otro argumento a favor de los enfoques múltiples es que un erudito no ve los enfoques diversos como tales, porque ven conexiones donde otras personas ven diferencias. Por ejemplo, Leonardo da Vinci avanzó en múltiples campos aplicando principios matemáticos a cada uno.
A lo largo del libro hay perfiles breves de polímatas históricos y vivos de muchas culturas y períodos históricos, incluidos Aristóteles, Nasir al-Din al-Tusi, Ban Zhao, Solimán el Magnífico y Florence Nightingale. Un capítulo se basa en entrevistas con eruditos vivos.

## Recepción
Andrew Hill, al revisar The Polymath en el Financial Times, está de acuerdo con las afirmaciones del libro de que los seres humanos son polimáticos por naturaleza y que es perjudicial para la sociedad desalentar esto. Al igual que Ahmed, condena la especialización por promover "el descuido de las aficiones, el debilitamiento de las habilidades, el estancamiento del talento y la ignorancia deliberada de oportunidades más amplias". En The Lancet, Andrew Robinson observa que el libro es "pionero" por su enfoque en la polimatía en oposición a los muchos libros que se han escrito sobre el genio. Coincide con el autor en que "nunca ha sido más necesaria la versatilidad polimática para hacer frente a desafíos complejos como el cambio climático". La revista Jocks & Nerds describe The Polymath como un libro "fascinante" que "presenta un argumento convincente de que todos deberíamos darnos cuenta de nuestro ser multifacético y, al hacerlo, construir juntos un mundo mejor y más emocionante". En M3 India, el cirujano Kamal Mahawar describe el libro como una "expresión ordenada y erudita de algunos de los mejores pensamientos que he leído". Elogia el caso que Ahmed hace de la polimatía como un enfoque para la realización personal y como un conjunto de reformas necesarias con urgencia en la educación y el lugar de trabajo. El Globsyn Management Journal escribe que Ahmed "ha rastreado a las personas más importantes del mundo, incluidos científicos famosos, historiadores, filósofos y futuristas, y ha entretejido una narrativa de la historia y una visión para los tiempos venideros para que el sistema existente de superespecialización pueda revertirse". BBC Worklife describió el libro como "uno de los exámenes más detallados del tema".